# باوليلاتينو
پاولیلاتینو، (بالإنجليزية: Paulilatino)‏، (سردينيا: Paùlle) هي بلدية، في مقاطعة أوريستانو، في إقليم سردينيا الإيطالي، وتقع على بعد حوالي 100 كيلومتر (62 ميل) شمال غرب كالياري وحوالي 25 كم (16 ميل) شمال شرق أوريستانو.

## السكان
في سنة 1861 بلغ عدد السكان 2٬967 نسمة، وتطور العدد ليصل في سنة 2011 لـ 2٬347 نسمة.
يظهر هذا المخطط البياني تطور النمو السكاني لـ باوليلاتينو